# Chlum (Lomnice nad Popelkou)
Chlum je malá vesnice, část města Lomnice nad Popelkou v okrese Semily. Nachází se asi dva kilometry jižně od Lomnice nad Popelkou.
Chlum leží v katastrálním území Chlum pod Táborem o rozloze 4,32 km².

## Historie
První písemná zmínka o vesnici pochází z roku 1420.

## Pamětihodnosti
- Poutní kostel Proměnění Páně na hoře Tábor
- Křížová cesta – památkově chráněná. Vede na vrchu Tábor v katastrálním území Chlum pod Táborem.
- Vrch Tábor s rozhlednou
- Alainova věž
- Jezírko pod Táborem